# Serkan Erdoğan
Serkan Erdoğan (ur. 30 sierpnia 1978 w Amasyi) – turecki koszykarz, grający na pozycji rozgrywającego. Obecnie zawodnik Beşiktaşu JK.
Mierzy 190 cm i waży 85 kg.

## Kariera zawodnicza
- 1994–1995: Kolejliler Ankara
- 1995–1998: Tuborg Spor Kulubu Izmir
- 1998–2000: Tofas Bursa
- 2000–2005: Ülker Stambuł
- 2005–2007: Tau Ceramica Vitoria
- 2007–2008: Efes Pilsen Stambuł
- 2008–2009: Telekom Ankara

### Sukcesy
- 2-krotny mistrz Turcji z Tofas Spor Kulubu Bursa w latach 1998–2000
- mistrz Turcji z Ülkerem Stambuł w 2001 roku
- 5-krotny zdobywca Pucharu Turcji – dwa razy z Tofas Spor Kulubu Bursa w latach 1999–2000 oraz trzy z Ülkerem Stambuł w latach 2003–2005
- 4-krotny zdobywca Pucharu Prezydenta z Ülkerem Stambuł w latach 2002–2005
- zdobywca Pucharu Hiszpanii z Tau Ceramica Vitoria w 2006 roku
- 2-krotny zdobywca Superpucharu Hiszpanii w latach 2006–2007
- 2-krotnie Final Four Euroligi – 2006 (3. miejsce) i 2007 (4. miejsce)

### Reprezentacja
- członek juniorskiej reprezentacji Turcji do lat 18, z którą pojechał w 1996 roku na młodzieżowe mistrzostwa Europy
- członek juniorskiej reprezentacji Turcji do lat 22, z którą pojechał w 1996 roku na młodzieżowe mistrzostwa Europy, a w 1997 roku na młodzieżowe mistrzostwa świata